# Cong Huanling
Cong Huanling (en chino: 叢煥令; Dalian, 12 de mayo de 1978) es una deportista china que compitió en remo.
Ganó una medalla de bronce en el Campeonato Mundial de Remo de 2002, en la prueba de cuatro sin timonel. Participó en los Juegos Olímpicos de Atenas 2004, ocupando el séptimo lugar en la prueba de dos sin timonel.

## Palmarés internacional
| Campeonato Mundial | Campeonato Mundial | Campeonato Mundial | Campeonato Mundial |
| Año                | Lugar              | Medalla            | Prueba             |
| ------------------ | ------------------ | ------------------ | ------------------ |
| 2002               | Sevilla (España)   | Medalla de bronce  | Cuatro sin timonel |